# Кузино (Новгородська область)
Кузино (рос. Кузино) — присілок в Чудовському районі Новгородської області Російської Федерації.
Населення становить 48 осіб. Входить до складу муніципального утворення Трегубовське сільське поселення.

## Історія
Від 2004 року входить до складу муніципального утворення Трегубовське сільське поселення.

## Населення
| 2010 |
| ---- |
| 48   |